# Herbert Kraus
Herbert Kraus, vojvodinsko-nemški (srbski) general in vojaški zdravnik, * 13. februar 1910, † 11. april 1970.

## Življenjepis
Pred drugo svetovno vojno je doktoriral na Medicinski fakulteti v Beogradu. Leta 1941 je vstopil v NOVJ in KPJ. 
Po vojni je bil med drugim načelnik Vojnomedicinske akademije in namestnik načelnika Sanitetne uprave DSNO. Leta 1956 je prestopil v državno upravo in bil med drugim tudi državni sekretar za ljudsko zdravje.